# Bandera de la Polinèsia Francesa
La bandera de la Polinèsia Francesa està formada per tres faixes horitzontals, respectivament vermella, blanca i vermella, amb la faixa central dues vegades més gran que les dues faixes externes.
En el centre figura l'escut de la Polinèsia Francesa. Consisteix en un cercle amb una piragua polinèsia amb cinc motius que representen els cinc arxipèlags del territori.
El vermell de la piragua i de les dues faixes horitzontals fan referència al maro 'ura, el cinyell de plomes vermelles que només tenia dret a portar-lo el gran cap de família més noble.
La bandera va ser dissenyada per Alfred Chalons, el 1984, a proposta del president de l'Assemblea Territorial, Francis Sanford, després d'obtenir l'Estatut d'autonomia (Llei de 6-9-84), i confirmada per decret el 4 de desembre de 1985.

## Banderes dels arxipèlags
En el mateix decret que regula l'ús de la bandera de la Polinèsia Francesa, s'estipula que les banderes dels arxipèlags i de les illes poden onejar al costat de la bandera de França i de la del país.
Les illes de la Societat no disposen d'una bandera pròpia. De fet, la bandera del país està basada en la bandera històrica del regne de Tahití i les dependències de les illes de la Societat.

Bandera de les illes Australs
Bandera de les illes Gambier
Bandera de les illes Marqueses
Bandera de les illes Tuamotu

## Història
La bandera de la Polinèsia Francesa està basada en la bandera històrica del Regne de Tahití.

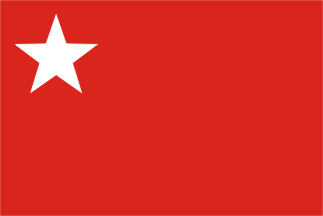
Regne de Tahití, 1822-1829
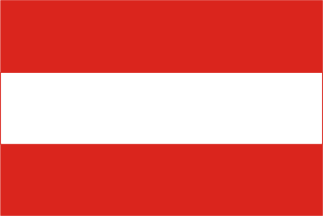
Regne de Tahití, 1829-1842
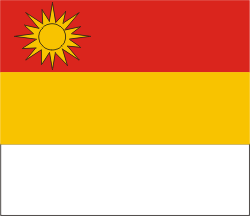
Bandera rival del rei

La primera bandera es va hissar durant el regnat de Pomare III, i va estar vigent entre el 26 d'agost de 1822 i el 16 de setembre de 1829. També es va utilitzar a les illes de Bora Bora, Huahine i Raiatea. Era de color vermell amb un estel blanc que podia ser de cinc a set puntes. El color vermell era el símbol de poder representat pel maro 'ura, el cinyell de plomes vermelles que portava el cap (ari'i) de rang superior. En canvi, el clan dels Teva, enfrontat a la dinastia Pomare, tenien el maro tea, el cinyell groc religiós, i van incorporar a la seva bandera el color groc.
La segona bandera del regne de Tahití va ser dissenyada el 17 de març de 1829 pel capità J.Laws, del vaixell Satellite i va esdevenir oficial el 16 de setembre de 1829, sota el regnat de Pomare IV, fins a l'establiment del protectorat el 1842. Es va substituir l'estel blanc per una franja blanca central.

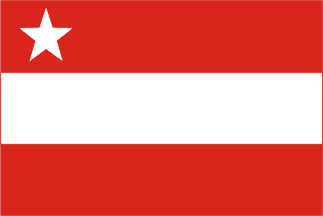
Reina Pomare IV
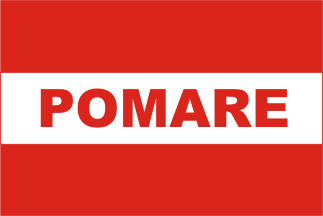
Reina Pomare IV
Variant de la segona bandera

Com a estendard reial Pomare IV va utilitzar diferents versions de la bandera. Podia portar el seu nom, la inicial P, o bé diferents emblemes. Per aquest motiu la banda central es va anar eixamplant, utilitzant-se també sense l'emblema reial.

Protectorat francès 1842-1843, amb vora blanca
Protectorat francès 1843-1880
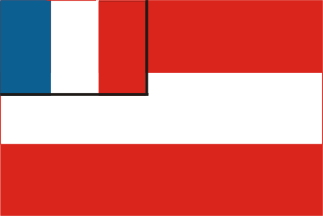
Protectorat francès 1845-1880, amb vora negra
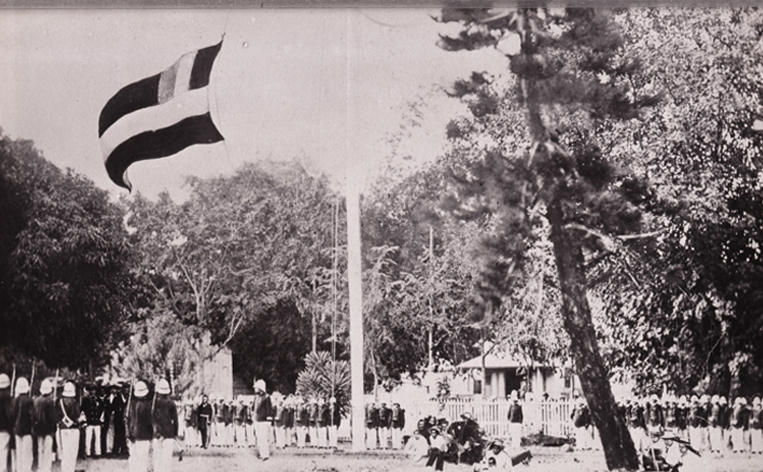
Fotografia del 1881, lliurament del protectorat al governador

A partir del 9 de setembre de 1842, amb l'establiment del protectorat francès, es va incloure en un cantó la bandera de França. En diferents versions es va afegir una vora blanca o negra. De fet, a partir del 1847 després de la guerra francotahitiana es va utilitzar la bandera francesa, però la bandera del protectorat va estar legalment vigent fins al 29 de juny de 1880 quan Pomare V va abdicar.
A partir del 1970 es va començar a recuperar la segona bandera de tres franges iguals, i va estar expressament prohibida. Per evitar confusions amb la bandera d'Àustria es va modificar adoptant la variant amb la franja central doble ja utilitzada oficiosament durant el regnat de Pomare IV. Als anys 1980 va ser tolerada per les autoritats franceses, però sense reconeixement oficial. Finalment, es va oficialitzar amb el nou escut al centre.